# Sönam Gyatso
Sonam Gyatso, in Wylie Bsod-nams Rgya-mtsho (1543 – 1588), è il primo Dalai Lama ufficialmente riconosciuto, sebbene il titolo spetti retrospettivamente anche ai suoi due predecessori Gendün Drup (1º Dalai Lama) e Gendün Gyatso (2º Dalai Lama). Fu riconosciuto come tale dall'imperatore mongolo il quale stabilì pure che egli fosse il 3º e non il 1º Dalai Lama.
Nato vicino Lhasa nel 1543, fu riconosciuto come l'incarnazione di Gendun Gyatso. Studiò nel monastero di Drepung divendone l'abate principale. La sua reputazione si diffuse velocemente, tanto che anche i monaci di Sera lo riconobbero come il loro abate principale.
Secondo Sumpa Khenpo, il grande studioso Gelug, studiò anche alcune dottrine tantriche Nyingmapa.

## L'origine del titolo "Dalai Lama"
La tradizione ritiene che il titolo Dalai Lama fu conferito da Altan Khan quando si incontrò con Sonam Gyatso nel 1578 presso il lago di Kokonor. Tuttavia questo potrebbe non essere vero. Sonam Gyatso "fu invitato in Mongolia dal famoso conquistatore Altan Khan, e al suo arrivo nel campo il Khan lo chiamò in mongolo con il nome di Dalai Lama, poiché la parola mongola Dalai traduceva perfettamente quella tibetana (gyatso, ovvero oceano). Altan, sapendo che anche i due predecessori di Sonam avevano il termine gyatso nel loro nome, usò il termine dalai come cognome; e questo fraintendimento ha dato origine all'uso dell'espressione Dalai Lama per tutti i successori di Sonam Gyatso". Questa interpretazione è accettata anche dal XIV Dalai Lama, Tenzin Gyatso: "Non credo che i mongoli conferirono veramente un titolo. Fu soltanto una traduzione".

## Altan Khan e la conversione della Mongolia
Altan Khan invitò per la prima volta Sonam Gyatso nel 1569, ma il futuro Dalai Lama si rifiutò di andare e mandò un discepolo, il quale riportò al maestro la grande possibilità di diffondere il Buddhismo in Mongolia. Nel 1578 Altan Khan invitò ancora Sonam Gyatso; in quell'occasione abbracciò il Buddhismo tibetano. Si incontrarono nell'attuale Qinghai, presso il lago di Kokonor. Altan Khan diede il via a un programma di traduzione di testi tibetani in mongolo; nel giro di circa cinquant'anni la maggior parte dei mongoli diventò buddhista, con decine di migliaia di monaci divenuti membri dell'ordine Gelugpa.
Il terzo Dalai Lama annunciò pubblicamente di essere egli la reincarnazione di Phagpa e Altan Khan quella di Kublai Khan.
L'alleanza con i mongoli si sarebbe provata più tardi, durante il regno del quinto Dalai Lama, fondamentale per i Gelugpa nella loro opera di ascesa nei confronti delle altre scuole tibetane.
Altan Khan morì nel 1582 e due anni dopo il terzo Dalai Lama fece un'altra visita in Mongolia; durante il viaggio fondò un monastero a Kumbum. Nel 1585 andò ancora in Mongolia per convertire principi e tribù mongole. Invitato dall'imperatore Ming non poté onorare l'inivitò poiché morì durante il viaggio di ritorno in Tibet dalla Mongolia, nel 1588.
Il pronipote di Altan Khan, Yönten Gyatso, fu riconosciuto come quarto Dalai Lama.